# Андреєв Владислав Віталійович
Владислав Віталійович Андреєв (рос. Владислав Витальевич Андреев; нар. 4 травня 1987, Нюрбинський улус) — білоруський і російський борець вільного стилю, бронзовий призер чемпіонату світу, срібний та триразовий бронзовий призер чемпіонатів Європи, переможець Кубку світу. Майстер спорту Білорусі міжнародного класу та майстер спорту Росії міжнародного класу з вільної боротьби.

## Біографія
Боротьбою займається з 1998 року. Чемпіон СНД серед військовослужбовців. На початку кар'єри виступав за збірну Росії. У її складі був бронзовим призером Чемпіонату Європи серед кадетів 2004 року. Тренер: Керемясов Валерій Петрович — заслужений тренер Республіки Саха (Якутія), відмінник освіти Росії, тренер Державної установи «Школа вищої спортивної майстерності». З 2006 виступає за збірну Білорусі. Шестиразовий чемпіон Білорусі з вільної боротьби. Тренер — заслужений тренер Білорусі Валентин Мурзинков.
Закінчив Білоруське республіканське державне училище олімпійського резерву.

## Спортивні результати на міжнародних змаганнях

### Виступи на Чемпіонатах світу
| Змагання                        | Збірна   | Вагова категорія          | Місце  |
| ------------------------------- | -------- | ------------------------- | ------ |
| Чемпіонат світу з боротьби 2006 | Білорусь | вільна боротьба, до 55 кг | 16     |
| Чемпіонат світу з боротьби 2011 | Білорусь | вільна боротьба, до 55 кг | 11     |
| Чемпіонат світу з боротьби 2013 | Білорусь | вільна боротьба, до 55 кг | 24     |
| Чемпіонат світу з боротьби 2014 | Білорусь | вільна боротьба, до 57 кг | Бронза |
| Чемпіонат світу з боротьби 2018 | Білорусь | вільна боротьба, до 57 кг | 14     |
| Чемпіонат світу з боротьби 2019 | Білорусь | вільна боротьба, до 57 кг | 25     |

### Виступи на Чемпіонатах Європи
| Змагання                         | Збірна   | Вагова категорія          | Місце  |
| -------------------------------- | -------- | ------------------------- | ------ |
| Чемпіонат Європи з боротьби 2006 | Білорусь | вільна боротьба, до 55 кг | 5      |
| Чемпіонат Європи з боротьби 2009 | Білорусь | вільна боротьба, до 55 кг | Бронза |
| Чемпіонат Європи з боротьби 2010 | Білорусь | вільна боротьба, до 55 кг | 15     |
| Чемпіонат Європи з боротьби 2011 | Білорусь | вільна боротьба, до 55 кг | Бронза |
| Чемпіонат Європи з боротьби 2012 | Білорусь | вільна боротьба, до 60 кг | 7      |
| Чемпіонат Європи з боротьби 2013 | Білорусь | вільна боротьба, до 55 кг | Срібло |
| Чемпіонат Європи з боротьби 2014 | Білорусь | вільна боротьба, до 57 кг | 7      |
| Чемпіонат Європи з боротьби 2018 | Білорусь | вільна боротьба, до 57 кг | Бронза |

### Виступи на Європейських іграх
| Змагання              | Збірна   | Вагова категорія          | Місце |
| --------------------- | -------- | ------------------------- | ----- |
| Європейські ігри 2019 | Білорусь | вільна боротьба, до 57 кг | 10    |

### Виступи на Кубках світу
| Змагання                    | Збірна   | Вагова категорія          | Місце  |
| --------------------------- | -------- | ------------------------- | ------ |
| Кубок світу з боротьби 2010 | Білорусь | вільна боротьба, до 55 кг | Золото |
| Кубок світу з боротьби 2013 | Білорусь | вільна боротьба, до 55 кг | 4      |
| Кубок світу з боротьби 2015 | Білорусь | вільна боротьба, до 57 кг | 5      |

### Виступи на інших змаганнях
| Змагання                                                         | Збірна   | Вагова категорія          | Місце  |
| ---------------------------------------------------------------- | -------- | ------------------------- | ------ |
| Чемпіонат світу з боротьби серед студентів 2006                  | Білорусь | вільна боротьба, до 55 кг | 5      |
| Гран-прі Німеччини з боротьби 2006                               | Білорусь | вільна боротьба, до 55 кг | Золото |
| Золотий Гран-прі з боротьби 2008                                 | Білорусь | вільна боротьба, до 55 кг | 10     |
| Чемпіонат світу з боротьби серед студентів 2008                  | Білорусь | вільна боротьба, до 55 кг | Бронза |
| Кубок Великої Британії з боротьби 2010                           | Білорусь | вільна боротьба, до 60 кг | Золото |
| Чемпіонат світу з боротьби серед військовослужбовців 2010        | Білорусь | вільна боротьба, до 55 кг | Бронза |
| Міжнародний меморіал Дейва Шульца 2011                           | Білорусь | вільна боротьба, до 55 кг | Срібло |
| Турнір Олександра Медведя 2011                                   | Білорусь | вільна боротьба, до 55 кг | Золото |
| Турнір Алі Алієва 2011                                           | Білорусь | вільна боротьба, до 55 кг | 9      |
| Меморіал Вацлава Циолковського 2011                              | Білорусь | вільна боротьба, до 55 кг | Золото |
| Турнір Дана Колова — Николи Петрова 2012                         | Білорусь | вільна боротьба, до 60 кг | 5      |
| Київський Міжнародний турнір з боротьби 2012                     | Білорусь | вільна боротьба, до 55 кг | 7      |
| Олімпійський кваліфікаційний турнір з боротьби 2012 (Софія)      | Білорусь | вільна боротьба, до 55 кг | 12     |
| Олімпійський кваліфікаційний турнір з боротьби 2012 (Гельсінкі)  | Білорусь | вільна боротьба, до 55 кг | Бронза |
| Турнір Олександра Медведя 2012                                   | Білорусь | вільна боротьба, до 55 кг | Золото |
| Турнір Дмитра Коркіна 2012                                       | Білорусь | вільна боротьба, до 55 кг | Золото |
| Вогні Москви 2012                                                | Білорусь | вільна боротьба, до 55 кг | 6      |
| Гран-прі «Іван Яригін» 2013                                      | Білорусь | вільна боротьба, до 55 кг | 31     |
| Турнір Олександра Медведя 2013                                   | Білорусь | вільна боротьба, до 55 кг | Золото |
| Літня Універсіада 2013                                           | Білорусь | вільна боротьба, до 55 кг | 15     |
| Меморіал Вацлава Циолковського 2013                              | Білорусь | вільна боротьба, до 55 кг | Золото |
| Гран-прі «Іван Яригін» 2014                                      | Білорусь | вільна боротьба, до 57 кг | 20     |
| Турнір Олександра Медведя 2014                                   | Білорусь | вільна боротьба, до 57 кг | Бронза |
| Турнір Алі Алієва 2014                                           | Білорусь | вільна боротьба, до 57 кг | 10     |
| Меморіал Вацлава Циолковського 2014                              | Білорусь | вільна боротьба, до 57 кг | Бронза |
| Гран-прі «Іван Яригін» 2015                                      | Білорусь | вільна боротьба, до 57 кг | 22     |
| Турнір Олександра Медведя 2015                                   | Білорусь | вільна боротьба, до 57 кг | Золото |
| Меморіал Вацлава Циолковського 2015                              | Білорусь | вільна боротьба, до 61 кг | 7      |
| Олімпійський кваліфікаційний турнір з боротьби 2016 (Улан-Батор) | Білорусь | вільна боротьба, до 57 кг | 5      |
| Олімпійський кваліфікаційний турнір з боротьби 2016 (Стамбул)    | Білорусь | вільна боротьба, до 57 кг | 10     |
| Київський Міжнародний турнір з боротьби 2018                     | Білорусь | вільна боротьба, до 57 кг | 7      |
| Турнір Дана Колова — Николи Петрова 2018                         | Білорусь | вільна боротьба, до 57 кг | 5      |
| Турнір Яшара Догу 2018                                           | Білорусь | вільна боротьба, до 61 кг | 5      |
| Турнір Олександра Медведя 2018                                   | Білорусь | вільна боротьба, до 57 кг | Срібло |
| Henri Deglane Challenge 2019                                     | Білорусь | вільна боротьба, до 57 кг | Срібло |
| Київський Міжнародний турнір з боротьби 2019                     | Білорусь | вільна боротьба, до 57 кг | Срібло |
| Турнір міста Сассарі з боротьби 2019                             | Білорусь | вільна боротьба, до 61 кг | Бронза |
| Турнір Олександра Медведя 2019                                   | Білорусь | вільна боротьба, до 57 кг | Золото |
| Міжнародний турнір Дінмухамеда Кунаєва 2019                      | Білорусь | вільна боротьба, до 57 кг | 5      |
| Гран-прі Франції Анрі Деглана 2020                               | Білорусь | вільна боротьба, до 61 кг | Срібло |

### Виступи на змаганнях молодших вікових груп
| Змагання                                       | Збірна   | Вагова категорія          | Місце  |
| ---------------------------------------------- | -------- | ------------------------- | ------ |
| Чемпіонат Європи з боротьби серед кадетів 2004 | Росія    | вільна боротьба, до 46 кг | Бронза |
| Чемпіонат світу з боротьби серед юніорів 2006  | Білорусь | вільна боротьба, до 55 кг | 13     |
| Чемпіонат світу з боротьби серед юніорів 2007  | Білорусь | вільна боротьба, до 55 кг | 14     |